# Sabrina Buchholz
Sabrina Buchholz (* 5. März 1980 in Suhl) ist eine ehemalige deutsche Biathletin.

## Werdegang

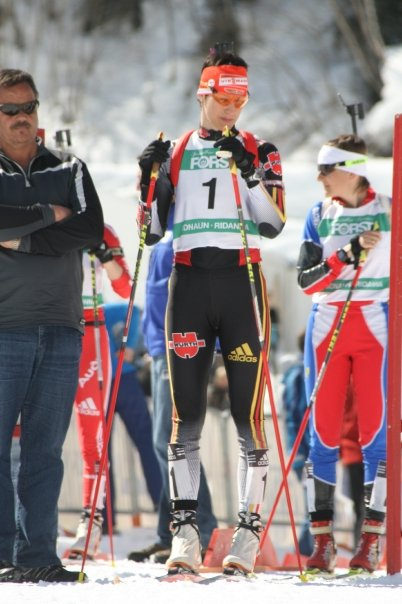
Buchholz am Start zum IBU-Cup-Verfolgungsrennen 2009 in Ridnaun

Sabrina Buchholz startete für den WSV Oberhof 05 und debütierte im Jahr 2000 bei der ersten Station der Saison in Hochfilzen im Biathlon-Weltcup. Schon im ersten Rennen belegte sie im Sprint über 7,5 km den neunten Platz. Dennoch folgten erst 2002 wieder zwei Weltcupauftritte, die beide mit Platzierungen zwischen Platz 20 und 30 endeten. Ab 2004 trat sie nun regelmäßiger im Weltcup an. Sie gehörte der zweithöchsten Leistungsgruppe Ib an.
2000 wurde sie mit der Mannschaft, im Sprint und in der Verfolgung in Hochfilzen Juniorenweltmeisterin. Nur im Einzel wurde sie, von Irina Fomina geschlagen, Zweite. Bei verschiedenen Europameisterschaften von 2002 bis 2007 wurde sie einmal Europameisterin mit der Staffel (2002), zweimal Vizeeuropameisterin (2005 Einzel, 2007 Staffel) sowie zweimal Dritte mit der Staffel (2004 und 2006). Sie lief eine erfolgreiche Saison 2007/08 mit einem fünften Rang im Sprint von Hochfilzen als bis dahin bestes Karriere-Ergebnis. Bei den Weltmeisterschaften 2008 in Östersund erreichte sie zusammen mit Magdalena Neuner, Andreas Birnbacher und Michael Greis ihren größten Erfolg, den Gewinn der Mixed-Staffel. Als Startläuferin lief sie ein gutes Rennen und schoss fehlerfrei.
Anfang Mai 2012 beendete Buchholz ihre Biathlon-Laufbahn. Sie sei „nicht mehr motiviert genug, um nochmals mit vollem Engagement anzugreifen.“ Buchholz unterrichtet seit August 2012 Sport und Einsatzlehre am Aus- und Fortbildungszentrum der Bundespolizei in Oerlenbach. Seit 2020 ist sie die Leiterin der Zentralen Katalogredaktion der Bundespolizei.

## Statistiken
Biathlon-Weltcup-Platzierungen
Die Tabelle zeigt alle Platzierungen (je nach Austragungsjahr einschließlich Olympische Spiele und Weltmeisterschaften).
- 1.–3. Platz: Anzahl der Podiumsplatzierungen
- Top 10: Anzahl der Platzierungen unter den ersten zehn (einschließlich Podium)
- Punkteränge: Anzahl der Platzierungen innerhalb der Punkteränge (einschließlich Podium und Top 10)
- Starts: Anzahl gelaufener Rennen in der jeweiligen Disziplin
- Staffel: inklusive Mixed- und Single-Mixed-Staffeln

| Platzierung                    | Einzel | Sprint | Verfolgung | Massenstart | Staffel | Gesamt |
| ------------------------------ | ------ | ------ | ---------- | ----------- | ------- | ------ |
| 1. Platz                       |        |        |            |             | 4       | 4      |
| 2. Platz                       |        |        |            |             | 1       | 1      |
| 3. Platz                       |        |        |            |             | 1       | 1      |
| Top 10                         | 1      | 5      | 2          | 1           | 8       | 17     |
| Punkteränge                    | 11     | 27     | 17         | 9           | 8       | 72     |
| Starts                         | 14     | 43     | 25         | 9           | 8       | 99     |
| Stand: nach der Saison 2011/12 |        |        |            |             |         |        |